# Manoba taeniatus
Manoba taeniatus är en fjärilsart som beskrevs av Rothschild 1916. Manoba taeniatus ingår i släktet Manoba och familjen trågspinnare. Inga underarter finns listade i Catalogue of Life.